# Valentin Lorenz Meyer

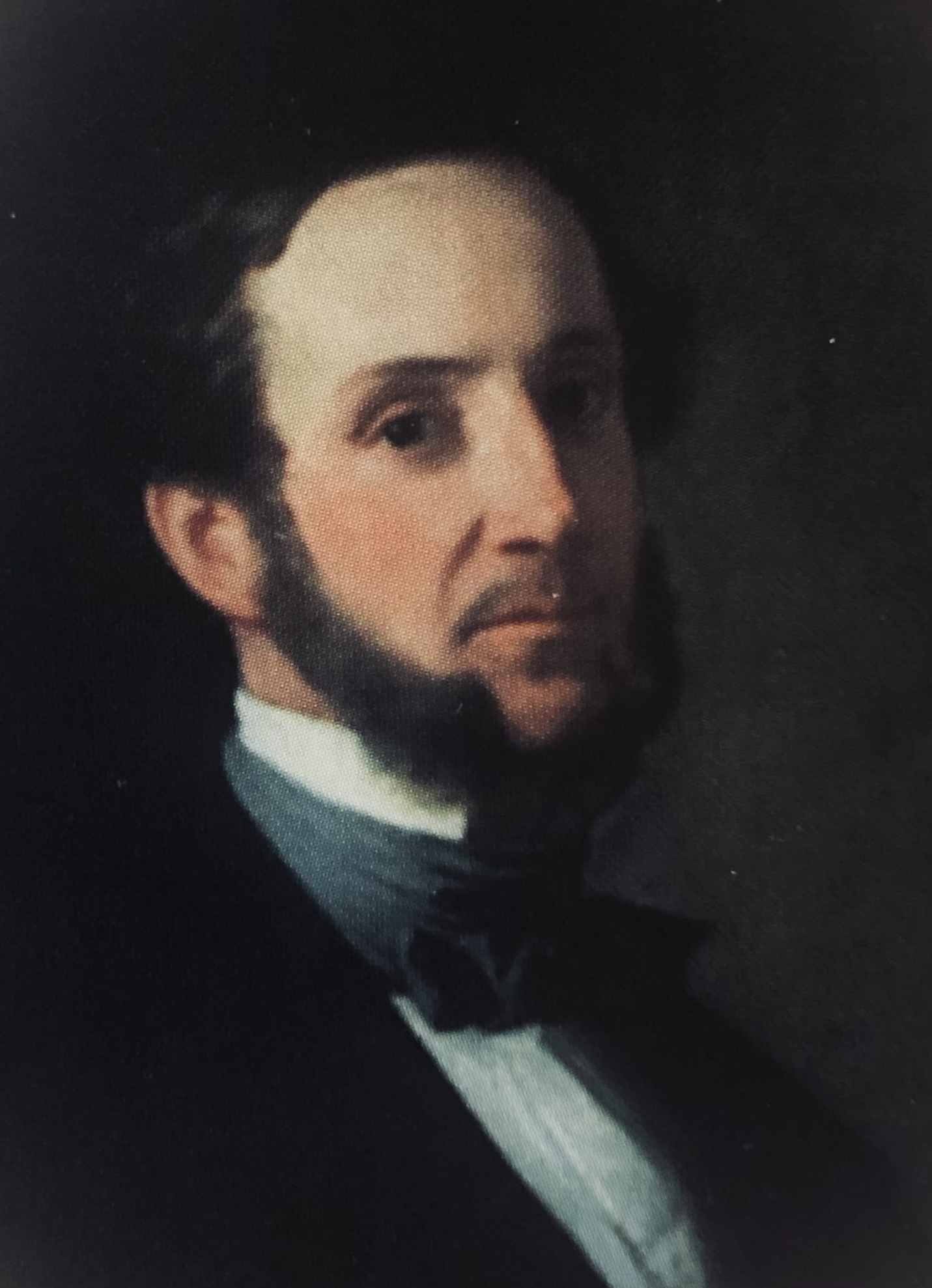
Valentin Lorenz Meyer (um 1850), Porträt von Christian Carl Magnussen

Valentin Lorenz Meyer (* 23. Oktober 1817 in Hamburg; † 1. März 1901 ebenda) war ein deutscher Kaufmann.

## Leben und Wirken als Kaufmann
Valentin Lorenz Meyer war der älteste Sohn des Hamburger Senators Georg Christian Lorenz Meyer. Sein Vater leitete eine Weinhandlung in der Catharinenstraße 26 auf der Cremoninsel, wo Valentin Lorenz Meyer aufwuchs. Einer seiner Brüder war Arnold Otto Meyer. Als seine Mutter an Tuberkulose litt (und daran 1833 starb), befürchtete der Vater, seinem schmächtigen Sohn mit schwacher Lunge könnte ähnliches widerfahren. Darum wurde Meyer im Mai 1830 mit 12 Jahren zum Bruder seines Vaters, Anton Friedrich Meyer, aufs Land geschickt, zuerst nach Gut Naudin und dann zum Gut Mandelshagen, und blieb dort bis zum Oktober 1832. Der frühe Tod der geliebten Mutter erschütterte Meyer nachhaltig.   
Valentin Lorenz begann eine Berufsausbildung bei der Firma Gleichmann & Busse, die er 1839 im Weingeschäft seines Vaters abschloss. Anschließend wurde er zu seinem Onkel Georg Friedrich Meyer (1788–1878) nach Bordeaux geschickt, der ebenfalls Weinhändler und Hamburger Generalkonsul war, und blieb dort mehrere Monate, bevor er fast ein Jahr später im März 1840 wieder zurück nach Hamburg kam.     
Theodor August Behn, ein Freund aus Jugendtagen, riet Meyer, der nicht dauerhaft im Weinhandel arbeiten wollte (u. a. weil er das viele Probieren der Weine nicht vertrug), mit ihm nach Ostasien zu gehen, um dort ein Handelsunternehmen aufzubauen. Meyer verließ daraufhin schon im April 1840 wieder Hamburg und reiste erst nach London, Manchester, Liverpool und Glasgow und schließlich wieder nach Bordeaux, wo er Ende Juni das Segelschiff Favorite bestieg und innerhalb von 120 Tagen um das Kap der Guten Hoffnung nach Singapur fuhr, das seinerzeit unter britischer Verwaltung stand. Aus Hamburg hatte er Referenzen englischer Kaufleute und 50.000 Mark banco seines Vaters mitgenommen (eine andere Quelle spricht von einem "Faß mit Geld"). In Singapur traf er Behn, der Hamburg bereits früher als Supercargo für ein anderes Unternehmen verlassen hatte. Gemeinsam riefen sie am 1. November 1840 das Unternehmen Behn, Meyer & Co. (heute Behn Meyer Holding AG) ins Leben. Sie waren somit die ersten Deutschen, die ein erfolgreiches Handelsunternehmen in Singapur gründeten. Gemeinsam charterten sie Segelschiffe, mit denen sie nach Batavia, Sumatra, Nord-Celebes, Java, Neuguinea, Manila und insbesondere China (Hongkong, Canton, Macao) fuhren. Dabei kam ihnen zugute, dass ihnen die größten chinesischen Häfen aufgrund des Ersten Opiumkrieges auf britischen Druck hin offenstanden.
Im August 1844 heiratete August Behn Meyers Schwester Caroline in Hamburg und reiste mit ihr zurück nach Singapur. Während Behns monatelanger Abwesenheit leitete Meyer erfolgreich das Unternehmen alleine. Da ihnen der Opiumhandel anrüchig erschien, entschieden Meyer und Behn, dort nicht weiter tätig zu werden. Ende 1848 reiste Behn für einen längeren Aufenthalt zurück nach Hamburg. Meyer erlangte während dieser Zeit Kenntnis davon, dass Behn für einen Geschäftsfreund fünf Kisten Opium nach China mitgenommen hatte. Während Meyer dies als einen Bruch der getroffenen Vereinbarung ansah, hielt Behn den Vorgang für eine Bagatelle. Beide gerieten darüber in Streit mit der Folge, dass Meyer zurück nach Hamburg fuhr (im Juni 1849 dort ankam) und zum 31. Dezember 1849 als Teilhaber aus dem Unternehmen ausschied. 
In Hamburg lernte er Johanna Eleonore Henriette Sieveking (1826–1883) kennen, die älteste Tochter des späteren Bürgermeisters Friedrich Sieveking, und unterbreitete ihr im Januar 1850 einen Heiratsantrag. Meyer heiratete sie am 16. Mai desselben Jahres. Das Paar bekam sieben Kinder: Caroline Louise (1851–1937), Fanny Caroline Eleonore (1853–1910), Caroline Helene Auguste (1855–1941), Pauline Elisabeth (1857–1939), Friedrich Lorenz (1859–1928), Johannes "Hans" Valentin Lorenz (1861–1945) und Henriette Emilie (1865–1941). Die beiden Söhne nahmen 1903 den Familiennamen Lorenz-Meyer an, den fortan alle männlichen Nachkommen führten und führen.
Nach einer Beschäftigung suchend, wollte Meyer die Situation deutscher Emigranten nach Übersee verbessern, deren Zahl damals stark anstieg. Mit Hilfe von Karl Ludwig Friedrich von Hinckeldey ließ er in Berlin eine Unterkunft für durchziehende Auswanderer bauen, die aber niemals eingeweiht wurde, weil die Emigrantenströme aufgrund neu verlegter Eisenbahnstrecken woanders verliefen als gedacht. Die Idee, den Emigranten zu helfen nicht aufgebend, gründete er ein Unternehmen in Hamburg und verlegte es kurz darauf nach Liverpool.      

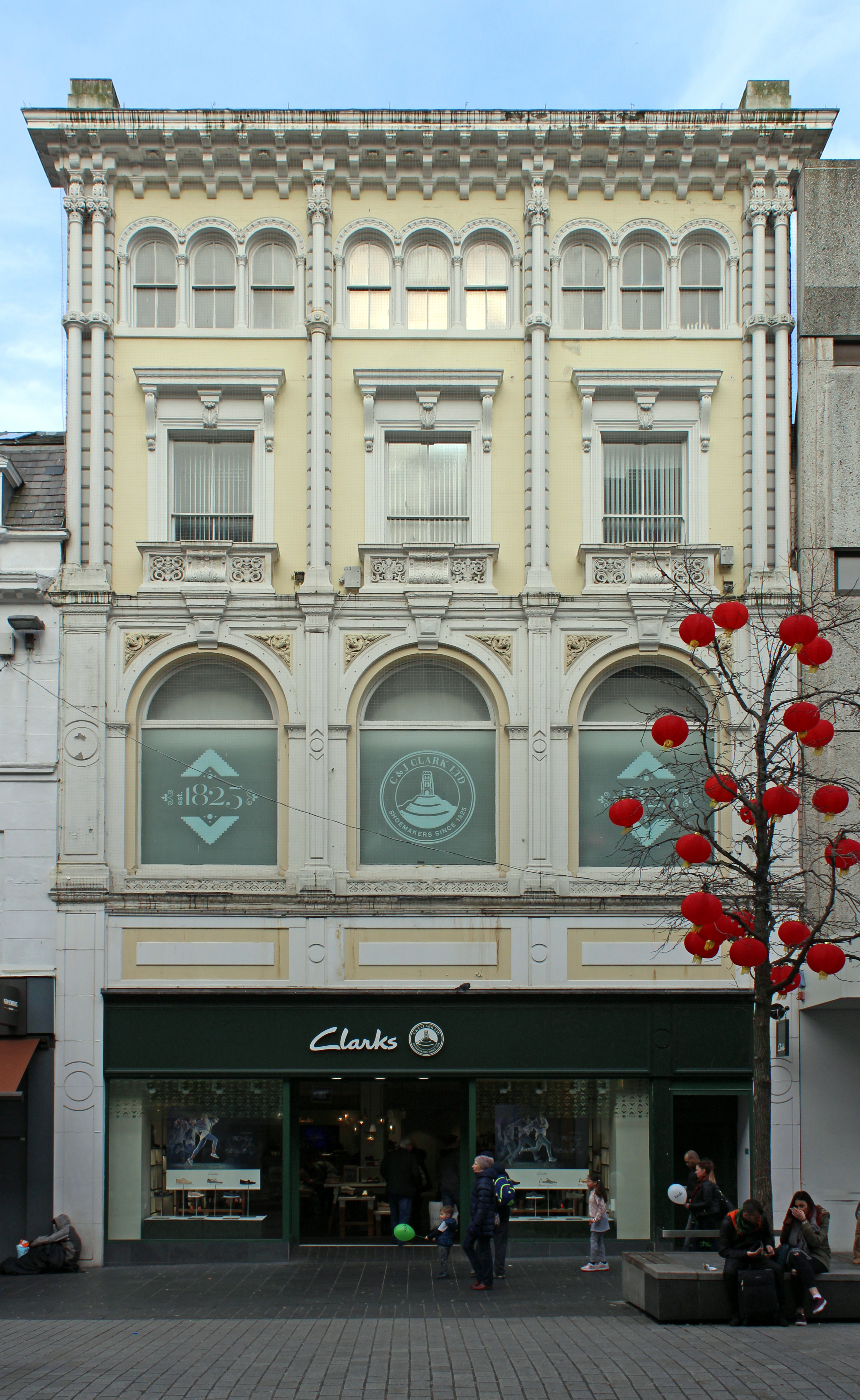
25 Church Street in Liverpool, Meyers Wohnort von 1851 bis 1855

1851 ging das Ehepaar nach Liverpool und Meyer baute dort aus moralischen Gründen ein Unternehmen auf, das Emigranten in die USA zu angemessenen Preisen beraten und betreuen sollte. Er wollte somit skrupellosen Vermittlern zuvorkommen, die Auswanderer übervorteilten. Meyer betrieb das Geschäft vier Jahre lang, machte dabei jedoch nur Verluste. Im Oktober 1855 kehrte der inzwischen dreifache Vater in seine Geburtsstadt zurück, sein Vermögen aufgebraucht. Die von ihm 1854 in Hamburg am Steinhöft betriebene „Amerikanische Linie für Packet-Schiffahrt“, die auch Personenbeförderung betrieb, verlor beim Untergang der Powhattan am 16. April 1854 zahlreiche Passagiere. Friedrich Max Meyer urteilte später über seinen Bruder: "(Valentin) hat dreimal sehr gegen seinen eigenen Vorteil gehandelt: (...) Als er erklärte, nicht der Nachfolger seines Vaters als Chef der Hamburger Weinfirma werden zu wollen; (...) als er wegen der Opiumfrage um des Gewissenswillen die Teilnahme an dem glänzenden Geschäft in Singapore aufgab; (...) als er sein beträchtliches Vermögen ganz dem Auswanderergeschäft opferte."  
Zurück in Hamburg eröffnete Meyer eine Importagentur für englische Baumwollwaren in der Gröningerstraße und sein ehemaliger Geschäftspartner August Behn versprach ihm, jährlich für 5000 Mark welche abzunehmen. Die Familie bezog eine Wohnung in Borgfelde und 1857 wurde ein Haus am Besenbinderhof gekauft, das aufgrund des noch immer vorherrschenden Geldmangels der Familie untervermietet werden musste. Hier wurden seine vierte Tochter und die beiden Söhne geboren sowie seine jüngste Tochter. Nach dem Tod seines Vaters 1866 erbte Meyer reich und die Familie zog 1867 in die väterliche Landvilla mit großem Garten in Hamm. Ab diesem Zeitpunkt verstärkte Meyer sein kirchliches Engagement und stellte einen Großteil seines geerbten Vermögens dafür zur Verfügung.

## Kirchliches Engagement
Als Mitglied der Frömmigkeitsbewegung setzte sich Valentin Lorenz Meyer für kirchliche Belange ein. Ein besonderes Anliegen war ihm die Bevölkerung der Unterschicht in Hamburg. Sie nahm rasch zu und wurde in den Vororten nur unzureichend von der Kirche betreut. Dabei arbeitete er eng mit dem Theologen Carl Wilhelm Geiß zusammen. Dieser wirkte als Nachfolger Johann Wilhelm Rautenbergs an der christlichen Sonntagsschule in St. Georg. Seinen Wirkungsbereich fand Meyer insbesondere in der Kapellengemeinde in Barmbek. In der dortigen Filialsonntagsschule unterrichtete er ab 1866 aufgrund fehlender freiwilliger Helfer ältere Jugendliche. Den Unterricht, der jeden Sonntagmittag stattfand, hielt er bis zu seinem Tod ab. Außerdem förderte er das kirchliche Leben in der Gemeinde. 1866 schenkte er der Gemeinde ein Grundstück, auf dem eine kleine Kapelle gebaut wurde. Als die Kapellengemeinde beabsichtigte, offiziell anerkannt zu werden, erfuhr sie Widerstände der eingesessenen Hauptkirchen. Der Grund hierfür war, dass die bekenntnistreuen Lutheraner als anstößig angesehen wurden. Meyer protestierte dagegen erfolgreich beim Hamburger Senat. Die Kirchengemeinde in Barmbek konnte somit 1870 erstmals einen eigenen Pastor wählen.
Neben der Barmbeker Kapellengemeinde förderte Meyer weitere religiöse Einrichtungen. 1869 finanzierte er den Bau der St. Johannes-Kapelle in Rothenburgsort mit, 1874 die Sonntagsschulkapelle in Eilbek, aus der später die Eilbeker Friedenskirche hervorging. Über viele Jahre engagierte er sich als Präses des Magdalenenstifts und war Mitglied in den Vorständen der Hammer Kirchgemeinde und des Rauhen Hauses. Meyer unterstützte die Äußere Mission und engagierte sich in der Traktatgesellschaft. Um 1900 sicherte er den Standort des Rauhen Hauses, das der geplanten Hamburger Güterumgehungsbahn weichen sollte. Meyer stellte als Ausweichmöglichkeit den Großteil seines eigenen angrenzenden Gartens zur Verfügung.

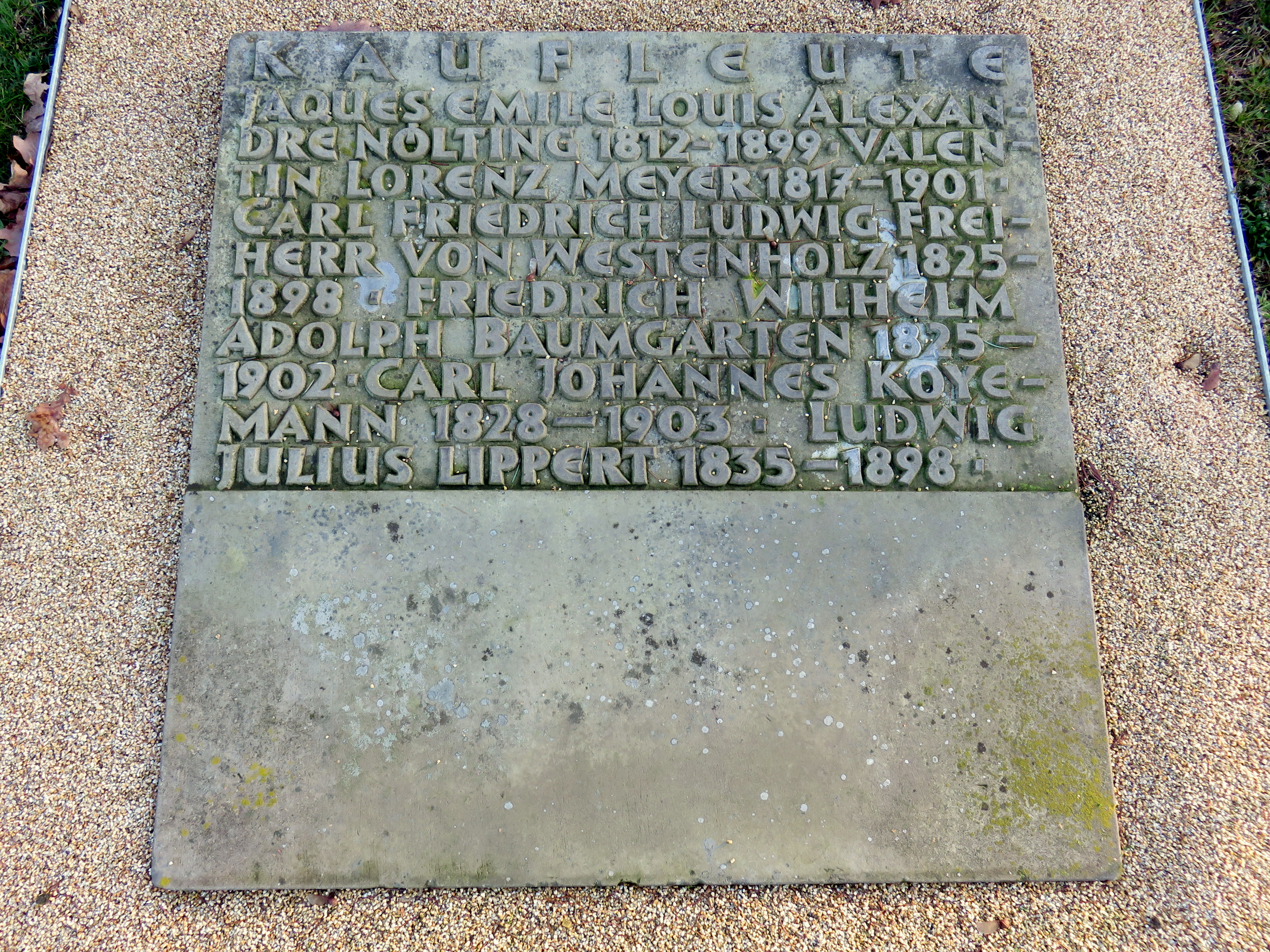
Valentin Lorenz Meyer, Sammelgrab Kaufleute (II f),
Friedhof Ohlsdorf

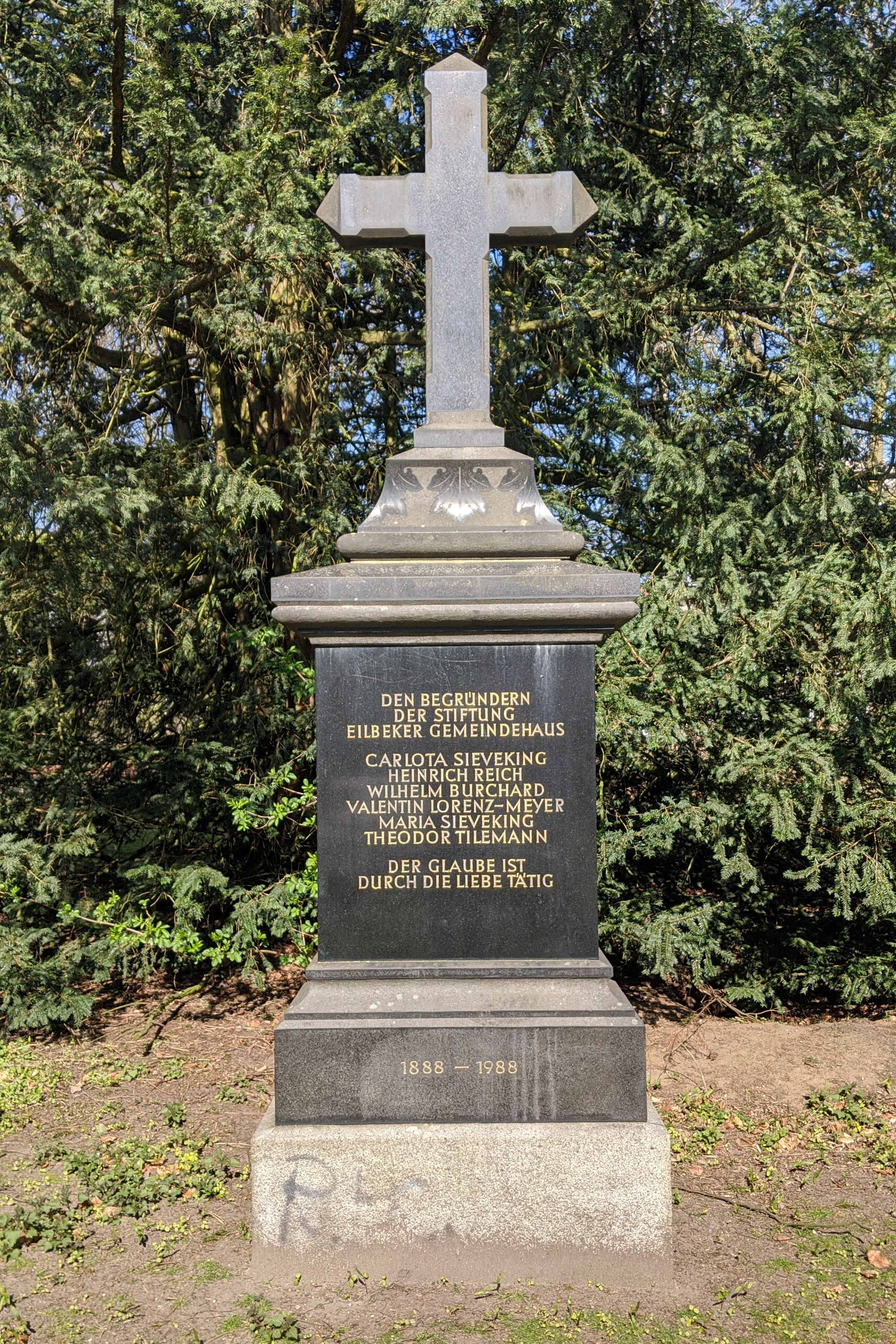
Gedenkstein für die Stifter des Eilbeker Gemeindehauses im Jacobipark

An Valentin Lorenz Meyer wird auf der Sammelgrabplatte Kaufleute (II f) des Althamburgischen Gedächtnisfriedhofs, Friedhof Ohlsdorf, erinnert, sowie durch einen Gedenkstein im Jacobipark in Eilbek als Mitbegründer der Stiftung Eilbeker Gemeindehaus.

## Bekannte Nachkommen
- Daniel Grolle
- Joist Grolle
- Riclef Grolle
- Achim Michael Hasenberg
- Ole Heiland
- Lorenz Lorenz-Meyer
- Annekatrin Niebuhr
- Karl August Ohrt
- Georg Schomerus
- Lorenz Schomerus
- Martin Warnke
- Pedro Warnke
- Claudia Wenzel